# 関のボロ市

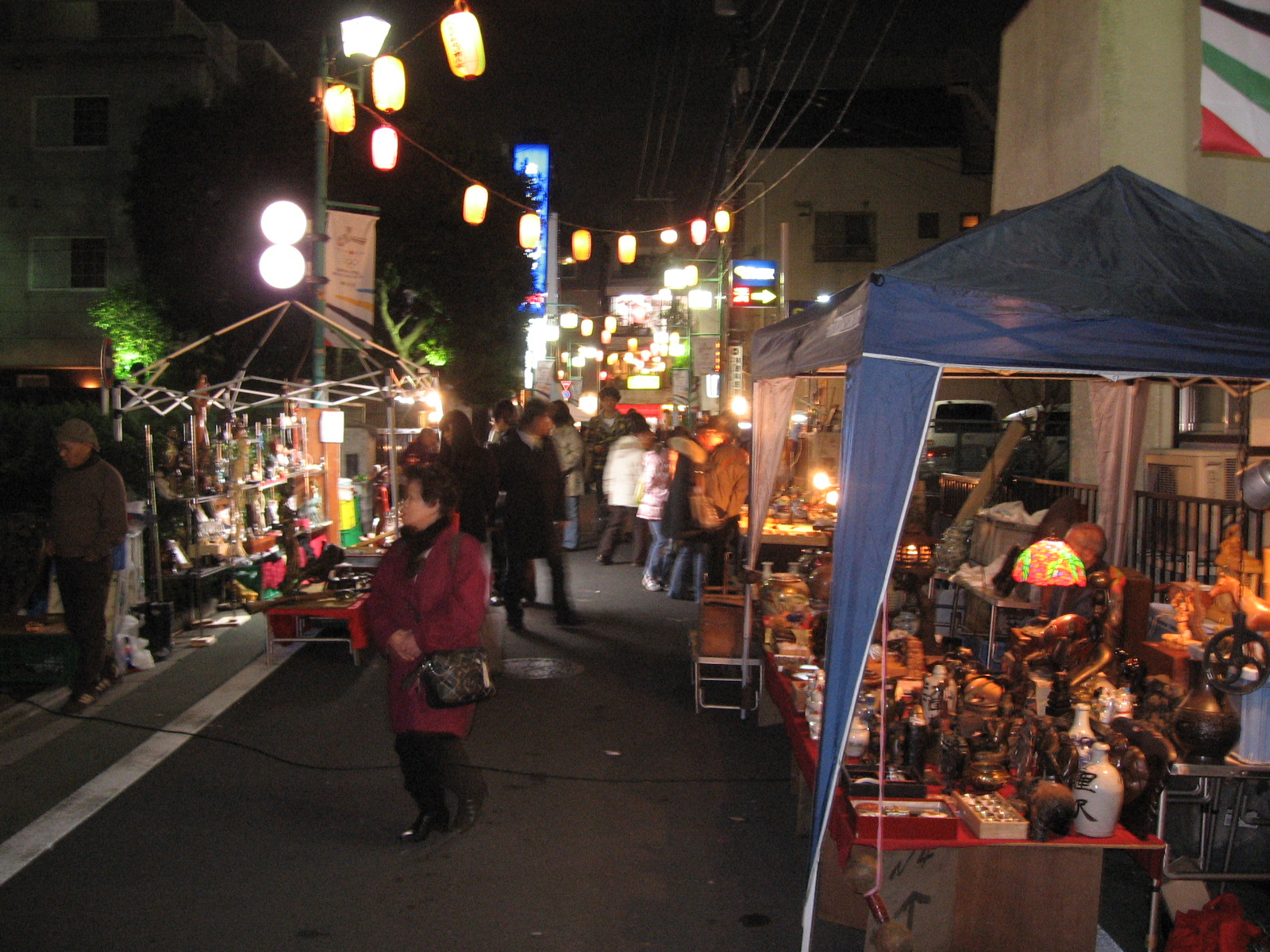
関のボロ市（写真は2008年）

関のボロ市（せきのボロいち）は、毎年12月に東京都練馬区の武蔵関駅北口で行われる蚤の市を中心とする伝統行事。練馬区指定無形民俗文化財に指定されている。

## 概説
毎年12月9日・10日の2日間、練馬区関町北の日蓮宗本立寺で開かれるお会式とともに開かれる。当日は武蔵関駅北口に骨董品や衣料品、仏具等の販売のほか、飲食や名産品などの露店が300軒近く出店。練馬の冬の風物詩として親しまれ、毎年8万人の人出で賑わっている。
日蓮上人の命日にちなみ、江戸時代中期である1751年から始まった。当初はこの地が農業地帯だったことから農機具などの生活用品を売られていたことが始まりで、その後古着や草鞋の鼻緒を作るためのぼろきれなどを売っていたことから、この名前がついたとされる。またかつては「本立寺の市」「暮の市」とも呼ばれていた。
なお、12月9日夜には「練供養」という万灯行列が行われ、太鼓の音とともに纏を振りかざしながら威勢のいい掛け声とともに、武蔵関駅前を練り歩く。
また、2日間とも午前9時から夜10時まで、武蔵関駅北口および近辺に交通規制が敷かれる。